# NGC 2749
NGC 2749 في الفهرس العام الجديد، هي مجرة، تقع في كوكبة السرطان. اكتشفت في 5 مارس 1862 بواسطة هاينريش لويس دريست.

## روابط خارجية
- NGC 2749 على موقع ويكي سكاي: DSS2, SDSS, GALEX, IRAS, Hydrogen α, X-Ray, Astrophoto, Sky Map, Articles and images